# Donna Lynne

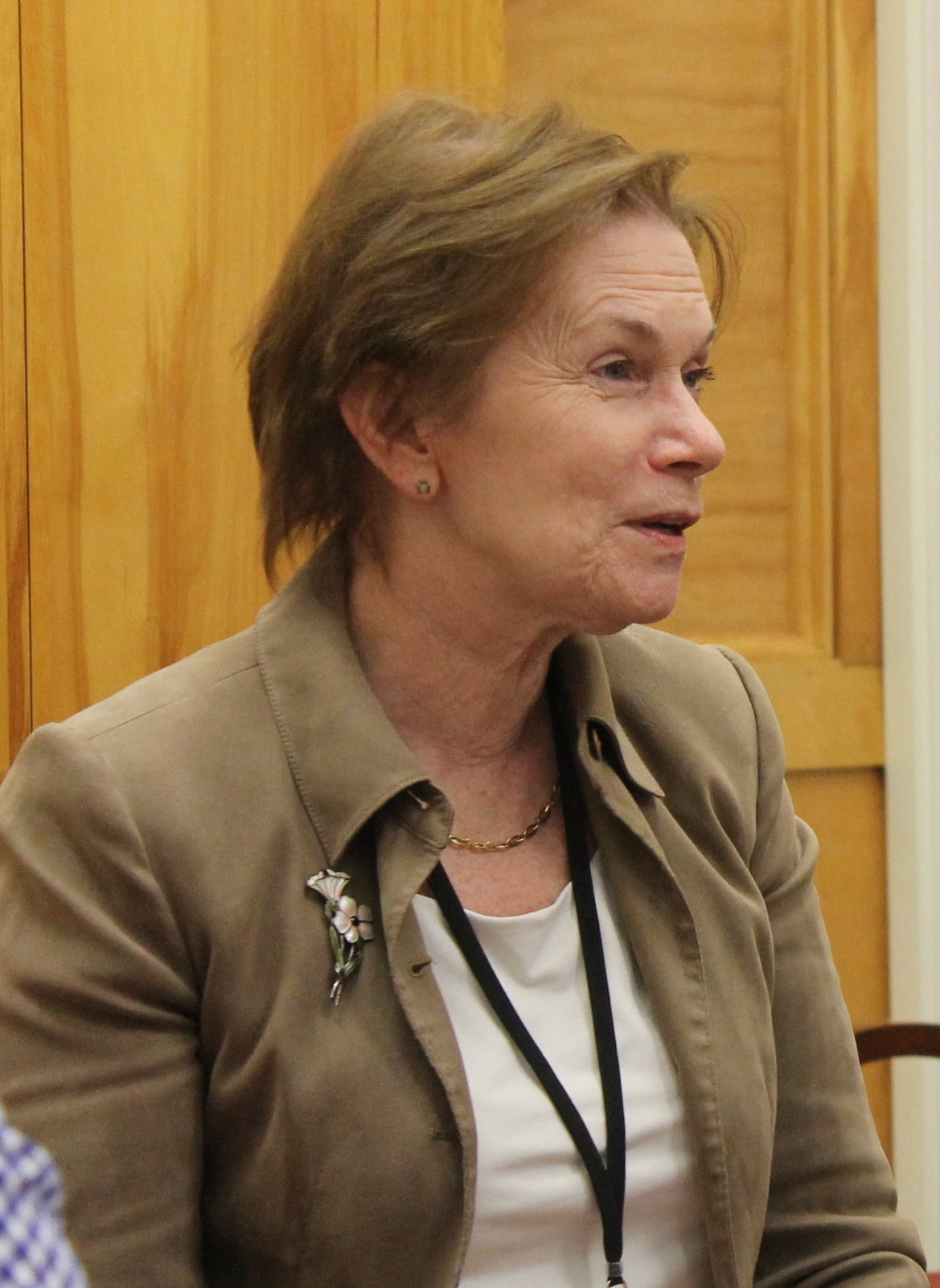
Donna Lynne

Donna Lynne (* 27. Oktober 1953 in Jacksonville, Florida) ist eine US-amerikanische Politikerin. Von 2016 bis 2019 war sie Vizegouverneurin des Bundesstaates Colorado.

## Werdegang
Donna Lynne studierte an der University of New Hampshire, der George Washington University und der Columbia University. Zu ihren Studienfächern gehörten öffentliche Verwaltung und das Gesundheitswesen. 20 Jahre lang arbeitete sie für die Stadtverwaltung von New York City. Später war sie für die Krankenversicherung Kaiser Permanente tätig. In Colorado wurde sie Mitglied einiger regionaler Organisationen. So war sie unter anderem Vorsitzende des Handelskammer in Denver.
Politisch schloss sie sich der Demokratischen Partei an. Nach dem Rücktritt des Vizegouverneurs Joseph A. Garcia wurde sie von Gouverneur John Hickenlooper zu dessen Nachfolgerin ernannt. Nach der Bestätigung durch die parlamentarischen Gremien des Staates Colorado konnte sie am 12. Mai 2016 ihr neues Amt antreten. Damit wurde sie Stellvertreterin des Gouverneurs. Außerdem bekleidet sie das Amt des Chief Operating Officer von Colorado, ein hoher Posten in der Staatsführung. Am 8. Januar 2019 endete ihre Amtszeit, Dianne Primavera wurde ihre Nachfolgerin.